# Xitou, Guangdong
Xitou är en köping i sydöstra Kina. Den ligger i Yangxi härad i staden Yangjiang i provinsen Guangdong, omkring 230 kilometer sydväst om provinshuvudstaden Guangzhou. Antalet invånare är 73 734. Befolkningen består av 34 439 kvinnor och 39 295 män. Barn under 15 år utgör 19,0 %, vuxna 15-64 år 70 %, och äldre över 65 år 9,0 %.